# Zweihänder
La zweihänder (pronuncia tedesca [ˈʦvaɪhɛndɐ] ; ‘doppia impugnatura’, chiamato anche bidenhänder o bihänder), meglio noto come spadone, è un tipo di spada a due mani sviluppatasi nel corso del Rinascimento in Italia e nelle terre gravitanti intorno al Sacro Romano Impero Germanico (fondamentalmente Germania e Svizzera).

## Costruzione

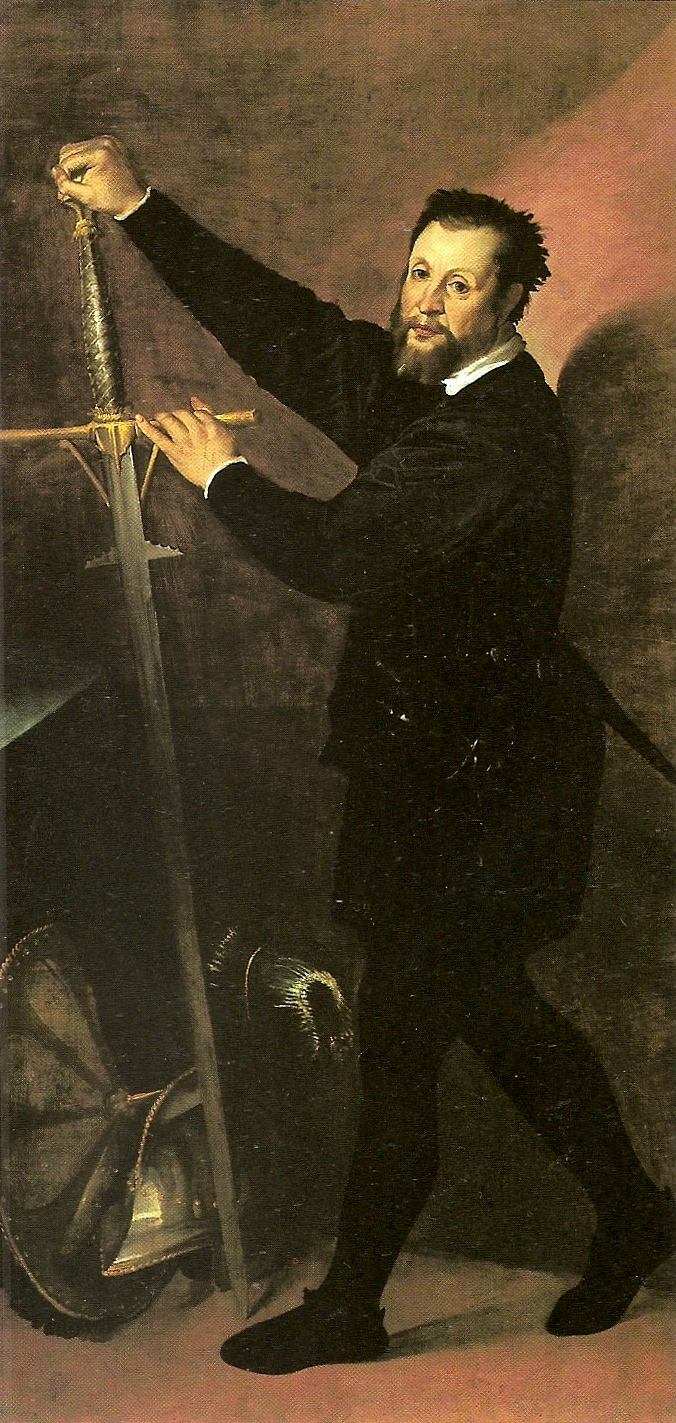
Uomo con spadone - Bartolomeo Passerotti

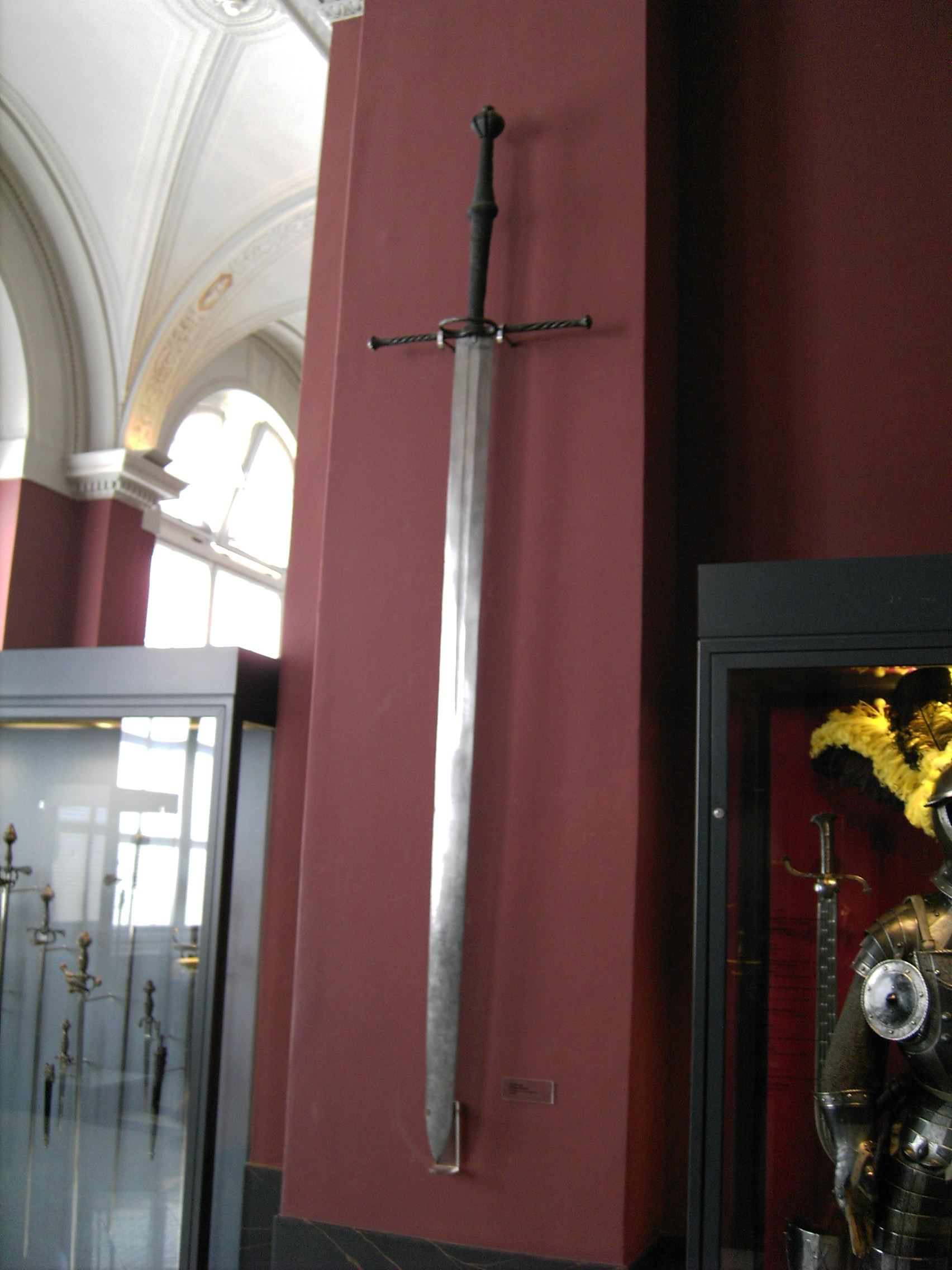
Spadone a due mani- Zwinger Museum di Dresda

Stando alla trattatistica italiana di scherma tradizionale, lo spadone doveva essere alto quanto lo schermidore che lo brandiva (dove invece la spada a due mani doveva essere alta quanto l'ascella dello schermidore). L'elsa era di dimensioni prodigiose, con manica nominalmente "a due mani" ma, in realtà, nell'ordine dei quattro palmi (circa 50 cm) e guardia a crociera con bracci diritti di lunghezza complessiva simile a quella della manica. Con una simile impugnatura, lo schermidore riusciva ad imprimere velocità al pesante fendente dello spadone, sfruttando la mano avanzata, contro l'impugnatura, come perno e quella arretrata, presso il pomolo, come leva.
L'apparato decorativo del fornimento era, nella zweihänder, di solito scarso ma esistevano modelli riccamente decorati con materiale pregiato quale l'avorio. Tipica nell'arma era comunque la presenza di due anelli dipartenti dalla crociera, simili a quelli tipici della guardia di una katzbalger.
(Giacomo Grassi, Ragione di adoprar sicuramente l'Arme sì da offesa, come da difesa [...])
(Francesco Alfieri)
In alcuni casi, una seconda guardia, costituita da denti di arresto (parierhaken) simili a quelli di uno spiedo da guerra o di una corsesca, lunghi all'incirca 5 cm, proteggeva l'estremità superiore del ricasso, a protezione della mano quando lo schermidore doveva eseguire manovre a "Mezza Spada".
La lama dello spadone era lunga generalmente un metro, a volte più, ed aveva il ricasso spesso protetto da una manica di cuoio. Parte della lama poteva avere il filo, su ambo i lati, ondulato. L'effettiva utilità di un "tagliente" a profilo ondulato è ad oggi ancora dibattuta: l'ipotesi che potesse servire per migliorare il colpo di taglio al momento dell'impatto, specialmente contro le aste di picche o alabarde, viene normalmente scartata; più interessante è invece l'ipotesi che il tagliente a serpentina servisse per scaricare maggior peso sulla lama della spada di un avversario al momento della parata, ipotesi questa che trova riscontro nella tipologia di spada da lato flambard diffusasi concomitantemente allo spadone come arma da duello.
Fatte salve le particolarità della linea e la modalità di utilizzo, le dimensioni degli spadoni europei, durante il XVI secolo erano molto varie. Una cernita degli spadoni conservati presso il museo Landeszeughaus di Graz rivela una lunghezza media di 170 cm ed un peso medio di 3,5 kg ma l'esemplare più grosso, pur restando nel campo delle armi pratiche e non cerimoniali, misura 199 cm per un peso di quasi 6 kg. Per quanto riguarda invece le armi dell'areale mediterraneo, come il Montante spagnolo, si stima una lunghezza media di 150 cm per un peso di 2-2,5 kg.
Esistevano anche zweihänder con lama interamente a serpentina. Si trattava sempre di armi decorative, caratterizzate da dimensioni e peso addirittura superiori rispetto agli spadoni per uso pratico: oltre 2 metri di lunghezza per più di 7 kg di peso. Questo tipo di arma era detta flamberga per la similitudine tra la lama ed il profilo della fiamma.

## Storia

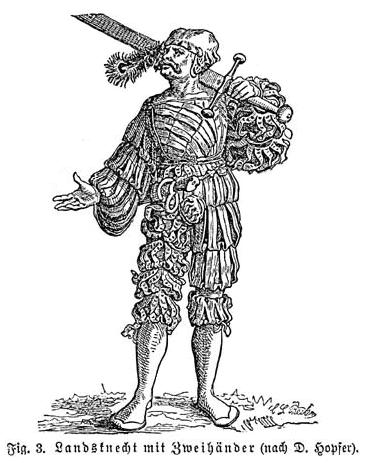
Lanzichenecco armato di zweihänder

Giunto alla sua forma definitiva nelle terre gravitanti intorno al Sacro Romano Impero Germanico (fond. Italia, Germania e Svizzera) nel XV secolo, la zweihänder divenne famosa durante il Rinascimento come arma distintiva dei Mercenari svizzeri prima e dei Lanzichenecchi, corpo di fanteria creato dall'imperatore Massimiliano I d'Asburgo in opposizione agli svizzeri, poi. Luogo d'origine dell'arma, variante della normale spada a due mani utilizzata nel Tardo Medioevo per i duelli a piedi tra cavalieri, fu probabilmente la Spagna ove però l'arma, nota come Montante (anche Espadon in epoca successiva), non raggiunse mai le dimensioni prodigiose degli esemplari tedeschi.
L'uso della zweihänder, variante della normale spada a due mani utilizzata nel Tardo Medioevo per i duelli a piedi tra cavalieri, subì, nel corso del Rinascimento, una radicale evoluzione. Arma pesante e d'ampio raggio, votata a massicci attacchi di taglio, divenne equipaggiamento standard dei fanti più massicci e degli spadaccini più abili, disposti nelle linee frontali dello schieramento ed incaricati di sfrondare a furia di fendenti la selva delle picche nemiche per permettere ai compagni di caricare a fondo. Rispetto alla spada a due mani tradizionale, destinata allo scontro spadaccino-vs-spadaccino, lo spadone divenne quindi un "tranciapicche". Nel confronto poi con un avversario disarmato o armato di spada, lo spadone, quando non vibrato per mutilare, trovava la sua efficacia quale surrogato di un'arma inastata: lo schermidore, con la presa sull'impugnatura e sul ricasso, avventava lo zweihänder in un affondo più simile a quello di una lancia che di una spada.
I lanzi abili nel maneggio dello spadone, tanto quanto quelli armati di archibugio, erano indicati con il nome di Doppelsöldner e remunerati con paga doppia rispetto a quella dei compagni picchieri o alabardieri (Doppelsöldner significa appunto "doppio soldo", "doppia paga" in tedesco).
L'uso attivo dello spadone sui campi di battaglia decadde già al volgere del Cinquecento: l'aumentato numero di archibugieri tra le file degli eserciti europei (v. Pike and Shot) rese la carica iniziale dei Doppelsöldner verso il quadrato dei picchieri un mero ed inutile suicidio di massa.
La zweihänder restò in uso come arma da duello almeno sino alla fine del XVII secolo.

## Utilizzo

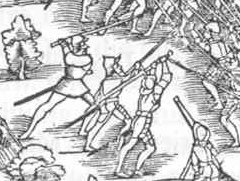
Fanti armati di zweihänder caricano i picchieri nemici nella Seconda guerra di Kappel (1548)

L'efficacia dello spadone sul campo di battaglia è ancora oggetto di dispute serrate tra gli studiosi. Se, da una parte, è fuor di dubbio che cagione del problema sia stata l'eccessiva romanticizzazione della figura dello spadaccino armato di spadone nel corso del Romanticismo, è però vero che gli eventi bellici dell'Europa rinascimentale e moderna ci hanno tramandato la memoria di mortiferi spadaccini armati di zweihänder.
- Forse il più conosciuto spadaccino armato di spadone è Pier Gerlofs Donia (1480-1520), pirata frisone attivo nella resistenza anti-Asburgo al principio del XVI secolo. Donia era noto per la sua abilità ed efficienza di spadaccino, nonché per la sua prodigiosa forza, al punto di divenire una leggenda: lo si riteneva capace di decapitare più persone con una singola sferzata del suo spadone. La zweihänder attribuita a lui, dal 2008, è ora nel Museo di Leeuwarden: ha una lunghezza di 213 cm (84 pollici) ed un peso di 6,6 kg (14 1⁄2 libbre)[4].

Altre testimonianze porterebbe però a ritenere più plausibile l'opinione dello studioso Oakeshott, cioè che lo spadone trovasse una sua utilità principalmente nei duelli e nelle postazioni di difesa.
- Durante l'assedio di Rodi (1522), i cavalieri Ospitalieri, soverchiati dal numero delle forze di Solimano il Magnifico (100.000 turchi contro 7000 cristiani), disposero a difesa delle mura i loro mercenari lanzichenecchi armati di spadoni. Dopo il massacro di 20.000 dei suoi uomini, periti dando l'assalto alla roccaforte cristiana, il sultano accettò di negoziare una resa favorevole al nemico. Durante gli scontri, si distinse il violentissimo Prégeant de Bidaux (Pregianni o Pier Gianni in italiano), pirata al soldo degli Ospitalieri e già cavaliere francese che “amava la guerra, odiava i turchi”, noto per il suo fisico erculeo e per il suo mortifero spadone, capace di tranciare "netto per la metà un uomo"[6].
- Nella Storia Fiorentina di Benedetto Varchi viene citato tale capitano Goro, mercenario al soldo di Firenze, che, impegnato a difendere il palazzo del comune dagli insorti volterrani, ne spacciò due usando sapientemente il suo spadone a due mani[7].
- Un altro fiorentino, il bronzista e scultore Benvenuto Cellini, nella sua Vita di Benvenuto di Maestro Giovanni Cellini fiorentino, scritta, per lui medesimo, in Firenze, cita, in occasione di un tentativo di furto a sue spese perpetrato da grassatori francesi durante il suo soggiorno a Parigi, l'uso, da parte sua, di uno spadone a due mani come insolita arma di difesa personale.
- Lo spadone risulta incredibilmente flessibile nelle sue varie applicazioni, in grado di altalenare la sua funzionalità tra arma da taglio, da impatto ed arma inastata. Questo è reso possibile grazie alla notevole estensione della lama, alla distribuzione del peso ed alla buona protezione alle mani fornita dai denti d’arresto che consentiva differenti tipi di impugnatura. La fanteria lanzichenecca era infatti solita formare muri di uomini armati di spadone impugnato tenendo una mano sul ricasso, in questo modo l’arma poteva essere usata allo stesso modo di una lancia, in grado di fermare violente cariche di cavalleria disarcionando i cavalieri e mantenendo la stessa efficacia per gli scontri in mischia. Allo stesso tempo lo spadone può essere utilizzato come arma da taglio nel caso di nemici privi di corazza o da impatto qualora si affrontassero cavalieri corazzati a terra. La buona distanza coperta dalla lama e il buon controllo esercitato su di essa grazie alla “seconda impugnatura” sul ricasso permettono all’affilata punta dell’arma di essere guidata con precisione nei punti non protetti da cotta di maglia o armatura a piastre.

### Fonti
- Filippo Vadi, De arte gladiatoria dimicandi, seconda metà del XV secolo.
- Achille Marozzo, Opera Nova Chiamata Duello, O Vero Fiore dell'Armi de Singulari Abattimenti Offensivi, & Diffensivi, Modena 1536.
- Benedetto Varchi, La storia fiorentina, ca. 1550, ed. 1721.
- (Giacomo Grassi), Ragione di adoprar sicuramente l'Arme sì da offesa, come da difesa; con un Trattato dell'inganno, et con un modo di esercitarsi da se stesso, per acquistare forza, giudicio, et prestezza, di Giacomo Grassi. Con privilegio., In Venetia 1570, ed. Giordano Ziletti.
- (Benvenuto Cellini), Vita di Benvenuto di Maestro Giovanni Cellini fiorentino, scritta, per lui medesimo, in Firenze, 1558-1566.
- Alberto Guglielmotti, La guerra dei pirati e la marina pontificia dal 1500 al 1560, Firenze 1876.

### Studi
- Baumann, Reinhard (1997), I Lanzichenecchi. La loro storia e cultura dal tardo Medioevo alla Guerra dei trent'anni, Torino, Einaudi, ISBN 978-88-06-14398-5.
- Wendelin Boeheim (1890), Handbuch der Waffenkunde. Das Waffenwesen in seiner historischen Entwicklung vom Beginn des Mittelalters bis zum Ende des 18 Jahrhunders, Leipzig, ed. Fourier Verlag, Wiesbaden 1985. ISBN 978-3-201-00257-8.
- De Caro, L. (1853), Storia dei gran maestri e Cavalieri di Malta, con note e documenti giustificativi dall'epoca della fondazione dell'ordine a' tempi attuali, v. II, Malta .
- Dufty, Arthur Richard (1974), European Swords and Daggers in the Tower of London, Londra.
- Edge, David [e] (1996) John Miles Paddock, Arms & Armour of the Medieval Knight.
- Oakeshott, Ewart (2000), European Weapons and Armour: From the Renaissance to the Industrial Revolution, Boydell Press, ISBN 0-85115-789-0.
- Rapisardi, Giovanni [a cura di] (2010), Opera nova dell'arte delle armi, Seneca Edizioni, ISBN 978-88-89404-15-7.